# ブチャ地区
ブチャ地区（ウクライナ語: Бучанський район）は、ウクライナ・キーウ州の地区（ラヨン）。ウクライナの行政区画再編に伴い、2020年7月に設置された。行政中心地はブチャ。2021年の調査によれば、人口は362,382人である。

## 市町村

### 市
- ブチャ[8]
- イルピン[9]

### 都市型集落（町）
- コチュビンスケ[10]
- ボロディアンカ[11]

### 村
- アンドリーウカ[12]